# 阿梅里科迪坎波斯
阿梅里科迪坎波斯（葡萄牙語：Américo de Campos）是一個位於巴西聖保羅州的市鎮。2015年估計，阿梅里科迪坎波斯約有5,942人，面積共252.9平方（97.6平方英里）。